# Stazione di Stellata Ficarolo
La stazione di Stellata Ficarolo è una fermata ferroviaria della ferrovia Suzzara-Ferrara a servizio del centro abitato di Stellata, frazione di Bondeno (in provincia di Ferrara), e del limitrofo comune di Ficarolo (in provincia di Rovigo). Si trova a ridosso della frazione di Ponti Spagna.
È gestita da Ferrovie Emilia Romagna (FER).

## Strutture e impianti
La stazione è dotata di un binario.
Il fabbricato viaggiatori è privo della sala d'attesa.

## Movimento
La stazione è servita dai treni regionali di Trenitalia Tper della relazione Suzzara-Ferrara, nell'ambito del contratto di servizio stipulato con la Regione Emilia-Romagna.
A novembre 2019, la stazione risultava frequentata da un traffico giornaliero medio di circa 34 persone (14 saliti + 20 discesi).